# Radio Alkmaar Lokaal

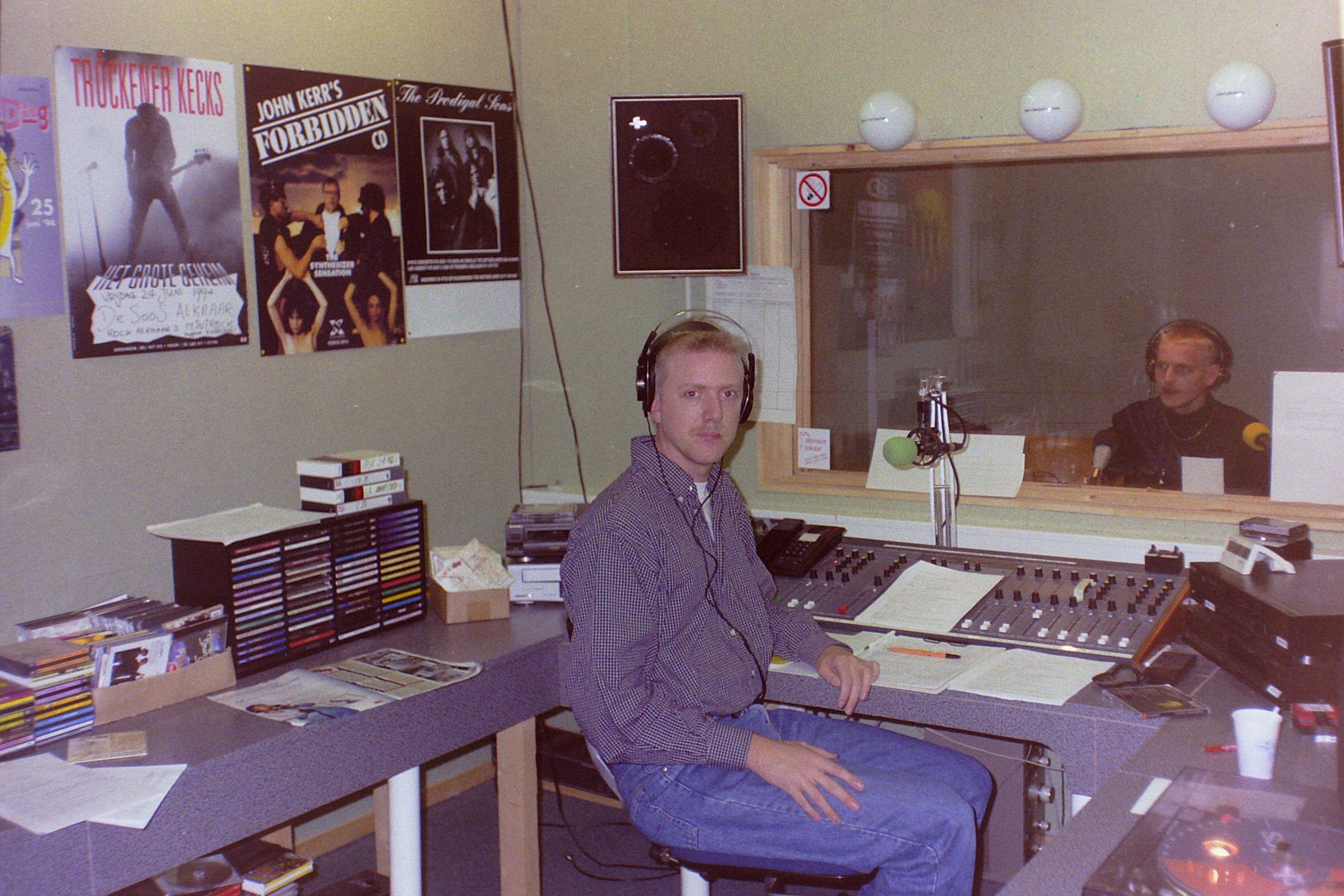
Studio van Radio Alkmaar Lokaal met presentator en DJ Matthijs Bremer

Radio Alkmaar Lokaal was de publieke lokale omroep van de stad Alkmaar in de jaren 90.
De studio was gevestigd in het oude pand van kaasfabriek Eyssen aan de Kanaalkade 65 in Alkmaar. Later in het Magdalenenstraatje.
De omroep zond uit via kabel 89.0 MHz en ether 105.2 MHz op de FM. 
De omroep richtte zich op de inwoners van Almaar en directe omgeving met muziek, informatie en landelijk nieuws op het hele uur. De muziek was gericht op een breed publiek en kende een vaste opbouw dat elk uur gelijk was ongeacht het programma. De gepresenteerde uitzending was van 7:00 uur tot 19:00 de overige uren bestonden uit non-stop muziek. Tijdens feestdagen en evenementen was er veelal een afwijkende programmering met live verslag of speciale uitzendingen. 

## Programma's
Enkele voorbeelden van programma's die gemaakt werden:
Alkmaar komt thuis
Een programma met muziek en informatie op weekdagen tussen 17:00 en 19:00 uur.
Jong fm
Een jongerenprogramma gemaakt voor en door jongeren. Het werd uitgezonden op zaterdag van 17 tot 19 uur.

## Presentatoren

### Radio
- Adriaan Addink
- Bas van der Bent
- Herbert Stikkelman
- Matthijs Bremer
- Yvonne Smit